# Laodicea ocellata
Laodicea ocellata is een hydroïdpoliep uit de familie Laodiceidae. De poliep komt uit het geslacht Laodicea. Laodicea ocellata werd in 1948 voor het eerst wetenschappelijk beschreven door Babnik. 